# Сава (коммуна)
Сава́ (фр. и окс. Savas) — коммуна во Франции, находится в регионе Рона — Альпы. Департамент коммуны — Ардеш. Входит в состав кантона Серьер. Округ коммуны — Турнон-сюр-Рон.
Код INSEE коммуны — 07310.
Коммуна расположена приблизительно в 440 км к юго-востоку от Парижа, в 55 км южнее Лиона, в 65 км к северу от Прива.

## Население
Население коммуны на 2008 год составляло 802 человека.
| 1962 | 1968 | 1975 | 1982 | 1990 | 1999 | 2008 |
| ---- | ---- | ---- | ---- | ---- | ---- | ---- |
| 281  | 282  | 310  | 508  | 575  | 694  | 802  |

## Администрация
| Период | Период | Фамилия      | Партия | Профессия |
| ------ | ------ | ------------ | ------ | --------- |
| 1983   | 1995   | Вейр Бернар  |        |           |
| 2001   | 2008   | Моник Форель |        |           |
| 2008   |        | Ален Тома    |        |           |

## Экономика

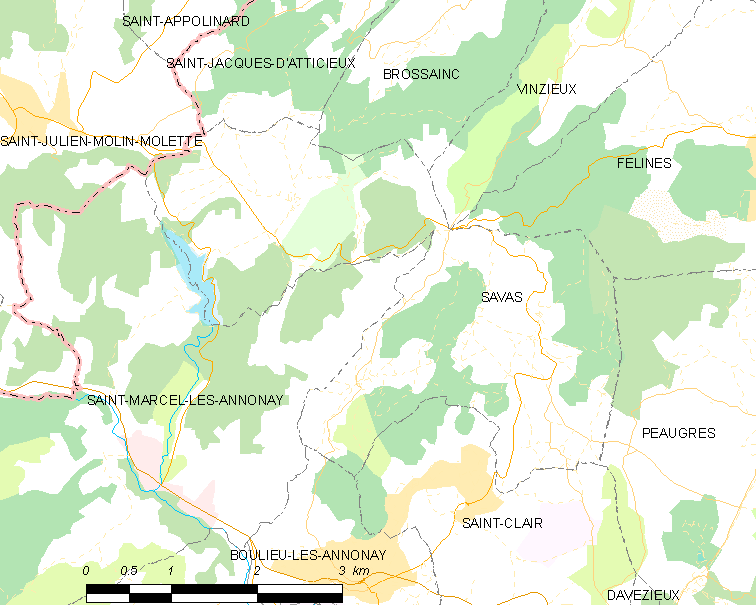
Карта коммуны

В 2007 году среди 524 человек в трудоспособном возрасте (15—64 лет) 417 были экономически активными, 107 — неактивными (показатель активности — 79,6 %, в 1999 году было 73,4 %). Из 417 активных работали 396 человек (222 мужчины и 174 женщины), безработных было 21 (4 мужчины и 17 женщин). Среди 107 неактивных 32 человека были учениками или студентами, 35 — пенсионерами, 40 были неактивными по другим причинам.